# Paulina Ołowska
Paulina Ołowska (* 1976 in Danzig, Polen) ist eine polnische Malerin und vielseitige Künstlerin. Sie erhielt 2014 den Kunstpreis Aachen.

## Leben
Nach ihrer Schulzeit studierte Ołowska an der School of the Art Institute of Chicago, und an der Akademie der Künste in Danzig. Paulina Ołowska lebt und arbeitet in Mszana Dolna, Polen. Im Rahmen von Gruppenausstellungen wurden ihre Werke unter anderem im Museum für Moderne Kunst in Warschau, in der Sammlung Goetz, München, im Carnegie Museum of Art, Pittsburgh, und im Museum Folkwang, Essen, gezeigt. Seit 2009 sind ihre Arbeiten auch in Einzelausstellungen namhafter Kunsthallen zu sehen.

## Werk
Zu Paulina Ołowska Werken zählen Gemälde, Zeichnungen, Collagen, Performances, Installationen und Videos. In ihren Arbeiten nimmt sie Bezug auf die Kunst- und Designgeschichte sowie auf Architektur, Raumgestaltungen, traditionelles polnisches Handwerk, Puppenspiel, funktionale Kulissen, Mode und Werbung. Sie schuf Porträts bedeutender Frauen aus Kunst und Literatur wie Virginia Woolf, Vanessa Bell, Charlotte Perriand, Nina Hamnett und Peggy Moffitt.

## Einzelausstellungen
- Kunsthalle Basel (2013)
- Stedelijk Museum, Amsterdam (2013)
- Museum of Modern Art, New York (2012)
- Pinakothek der Moderne, München (2009).

## Auszeichnungen
- 2015 Kunstpreis Aachen, in Verbindung mit der Ausstellung „Needle/Nadel“